# Miechów (województwo lubuskie)
Miechów (niem. Meekow) – wieś w Polsce położona w województwie lubuskim, w powiecie sulęcińskim, w gminie Sulęcin.
W latach 1975–1998 miejscowość administracyjnie należała do województwa gorzowskiego.

## Zabytki
Do wojewódzkiego rejestru zabytków wpisane są:
- kościół ewangelicki, obecnie rzymskokatolicki filialny pod wezwaniem św. Jana Chrzciciela, z lat 1862-62
- dom nr 10, z XVIII wieku/XIX wieku.